# Kotternäs
Kotternäs är en udde i Finland. Den ligger i Borgå i landskapet Nyland, i den södra delen av landet, 50 km öster om huvudstaden Helsingfors.
Terrängen inåt land är platt. Runt Kotternäs är det ganska tätbefolkat, med 67 invånare per kvadratkilometer. Närmaste större samhälle är Borgå, 4,7 km nordväst om Kotternäs. I omgivningarna runt Kotternäs växer i huvudsak blandskog.